# Seriemaer
Seriemaer (Cariamidae) eller slangetraner er en lille familie af fugle med kun to arter i hver sin slægt. De lever begge i Sydamerika og færdes mest på jorden. Deres længde er for begges vedkommende omkring 90 centimeter.
Familien er den eneste i ordnen Cariamiformes, men er nogle gange blevet henført til Gruiformes.

## Arter
- Seriema, Cariama cristata
- Chunga , Chunga burmeisteri

## Billeder
|                                |
| Udstoppet chunga fra Argentina |

|                       |
| Seriema fra Brasilien |